# Parti social français
Pour les articles homonymes, voir PSF.
Le Parti social français (PSF) est un parti politique français de droite conservatrice à tendance nationaliste fondé le 6 juillet 1936 à la suite de la dissolution des Croix-de-Feu, par son chef le lieutenant-colonel François de La Rocque. Le parti n'est pas reconstitué en tant que tel à la Libération.
Le PSF, même s'il eut peu de représentants directement élus, est le premier parti de masse de la droite française et l’un des mouvements qui rassemble le plus de membres dans l'ensemble de l'histoire des partis politiques français. Il défend une idéologie chrétienne, conservatrice et patriotique, et met aussi en place des organisations d'entraide à but social.

## Historique

### Premier parti de masse de droite (1936-1940)

#### Fondation par La Rocque
Le Parti social français tient son assemblée constitutive le 12 juillet 1936 à la salle Wagram, en présence notamment de Jean Mermoz et de Jean Ybarnégaray,. Une plaquette est diffusée à un million d'exemplaires et intitulée « Une mystique, un programme » avec comme mot d'ordre la consigne de « réconcilier l'esprit social et le patriotisme », « le patriotisme n'étant pas le monopole de la droite et l'aspiration sociale n'étant pas davantage le monopole de la gauche ». Sa devise sera reprise plus tard, sans lui demander son avis, par Vichy : « Travail, Famille, Patrie ». 
Certaines propositions de son programme comme le renforcement du pouvoir du gouvernement et la représentation des professions l'éloignent de la tradition républicaine et le PSF, malgré ses proclamations légalistes, est perçu par les forces politiques de gauche comme un parti menaçant la République parlementaire et libérale et incarnant le danger fasciste en France. 

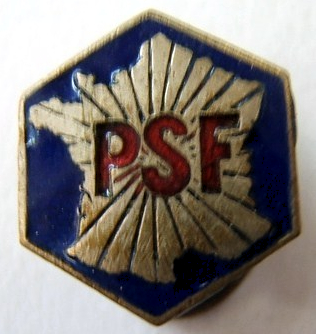
Insigne du PSF (années 1930).

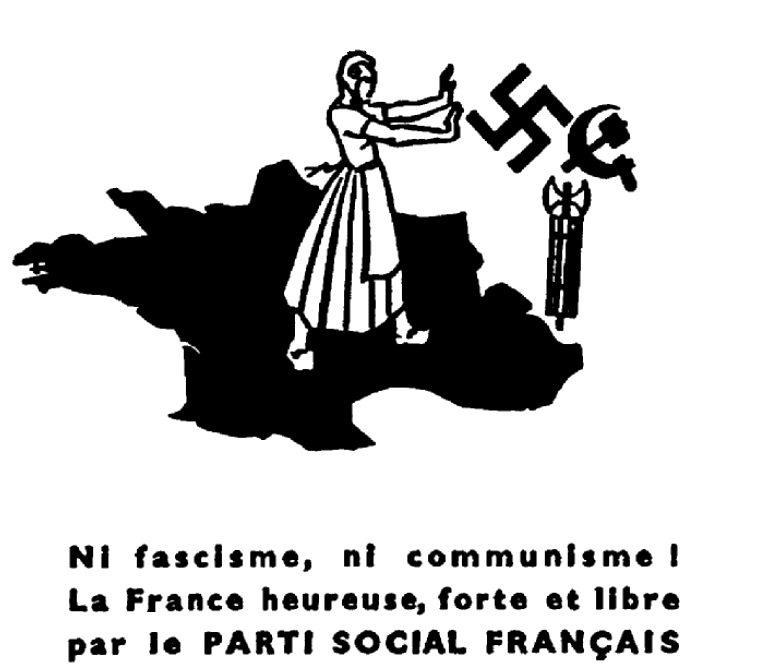

#### Succès politique
Le Parti social français connaît un grand succès en France de 1936 à 1940.
En 1937, sur la base du volontariat populaire, le parti enregistre 800 000 adhésions. En 1939, ce chiffre atteint près de 1,2 million d'adhérents.
Selon l'historien Jacques Nobécourt, en 1938-1939, dans l'éventualité d'élections municipales [les dernières remontaient à 1935, favorable à la gauche], le PSF pouvait espérer 15 % des suffrages. Perspective qui lui aurait permis, grâce à la proportionnelle, aux prochaines législatives [qui n'eurent pas lieu du fait de la guerre], une centaine de députés. En 1939, 11 députés candidats portent ses couleurs, ainsi que près de 3 000 maires, 541 conseillers généraux et des milliers de conseillers municipaux.

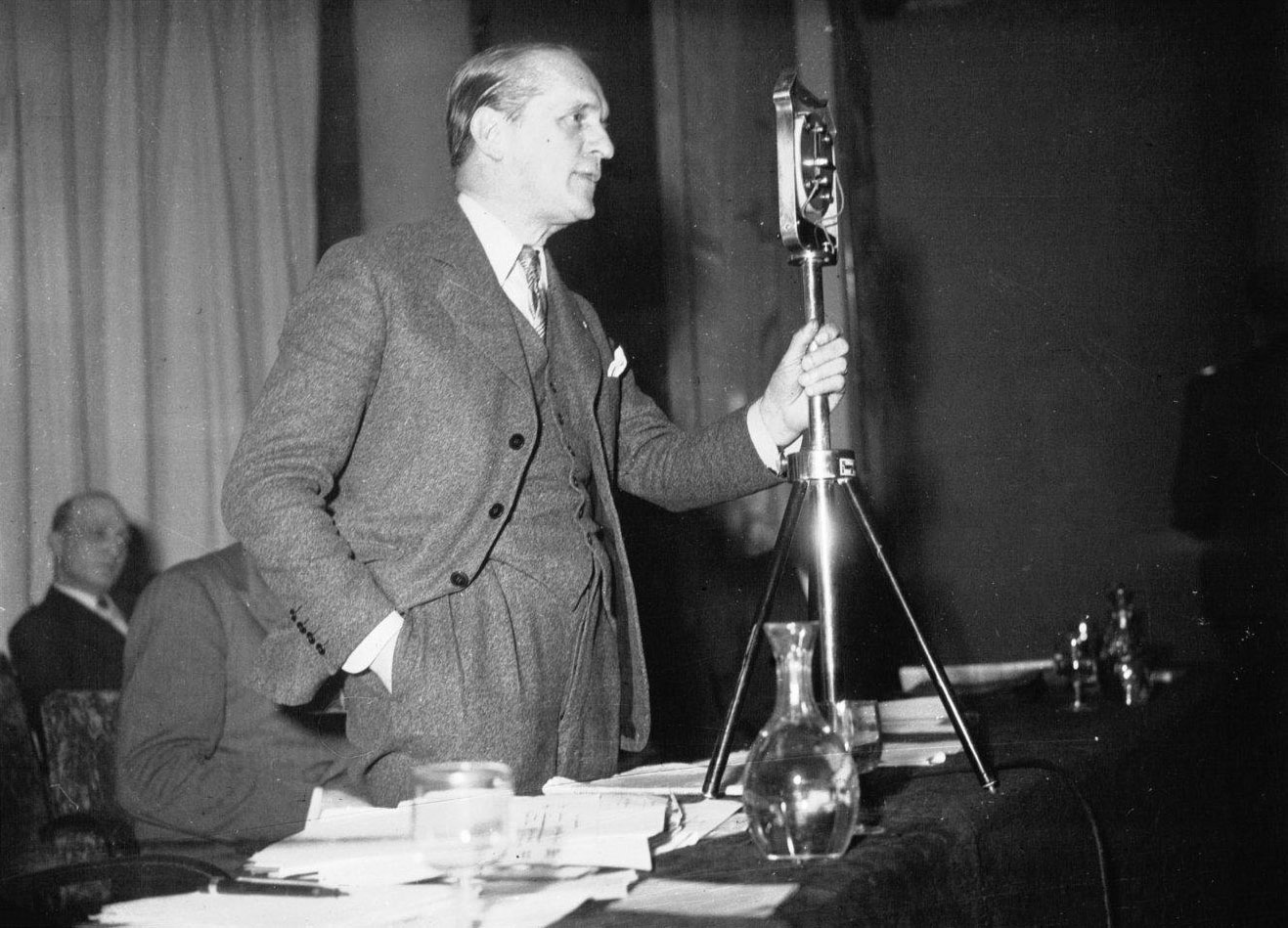
Le colonel de La Rocque au micro lors du premier congrès du Parti social français en décembre 1936
(agence Meurisse, Paris, BnF).

#### Rejet des alliances politiques
Sur le plan politique, le PSF s'oppose fermement à l'initiative de Jacques Doriot, le leader du Parti populaire français (PPF), qui préconise la mise en place d'un Front de la liberté, vaste rassemblement des droites antimarxistes contre le Front populaire. La Rocque annonce en juin 1937 son refus d'intégrer le PSF au sein de ce Front ; pour lui, cette coalition des droites risquerait de consolider par réaction le Front populaire et surtout d'attiser à travers le pays un climat de guerre civile, inapproprié dans cette période d'avant-guerre. Le Front de la liberté accueillera le PPF mais aussi la Fédération républicaine de Louis Marin et les anciens membres des Jeunesses patriotes. Selon l'historien Robert Soucy, La Rocque ne combat jamais Doriot et son parti.
S'il refusa d'entrer dans le Front de la Liberté, ce n'est non à cause de différences idéologiques, leurs programmes étaient très proches, mais justement parce que leurs mouvements avaient beaucoup en commun et que La Rocque redoutait de voir Doriot lui voler ses troupes.
Dans la même optique, le Président du PSF dénonce vigoureusement et constamment les initiatives de La Cagoule, qui sont contraires à la légalité républicaine et risquent de compromettre une partie de l'Armée avec des extrémistes.
Leur violence amena le gouvernement Blum à répliquer en menaçant d'interdire le PSF, ce qui pousse La Rocque à ordonner à ses troupes de cesser toute violence, qui devient sporadique. Les suites de l'affaire du Parc des Princes avaient rendu La Rocque plus prudent. L'attitude de prudence avait été adoptée par Georges Valois, ce qui ne le disqualifie pas de l'accusation de fascisme. Pour Robert Soucy, cette attitude n'avait donc rien à voir avec la défense de la légalité républicaine. Refuser de commettre un suicide politique ne constitue pas un brevet de non-fascisme.
Son attachement à la légalité républicaine peut être causée plutôt par la pression qu'il subit début 1936 pour éviter l'interdiction des Croix-de-Feu si le Front populaire prenait le pouvoir. Il faut aussi relever les raisons qu'il offre à ses partisans pour justifier la nécessité d'entrer dans la politique électorale. Communiquant avec ses troupes durant l'hiver 1936, il indique clairement que sa décision n'a pas grand chose à voir avec une conversion aux principes de la démocratie. Au contraire, il avoue être conscient de la répugnance qu'éprouvaient ses fidèles à l'égard des élections et pourquoi l'engagement dans l'électoralisme s'impose. Le refus des urnes est assimilé à l'illégalité, et il est risqué de ne pas changer de direction, soulignant que ni Hitler ni Mussolini ne s'en sont remis à un coup de force. Il souligne aussi que l'hitlérisme n'est devenu une force politique prépondérante qu'en 1930, lorsqu'il a fait entrer 107 des siens au Reichstag. Avec le régime de Vichy, il rebaptise son mouvement en Progrès social français « véritable retour aux sources ».

#### Polémiques et procès à propos des fonds secrets, 1937-1938
En 1937 et 1938, ses adversaires d'extrême droite et de gauche l'accusent d'avoir accepté au temps des Croix-de-Feu les fonds secrets des gouvernements d'André Tardieu et Pierre Laval. Les accusations sont portées d'abord par le duc Joseph Pozzo di Borgo, ancien cadre des Croix-de-Feu, sur la foi de déclarations de Tardieu. Les deux hommes s’affrontèrent dans des procès en diffamation retentissants en 1937 et 1938. La campagne de Pozzo di Borgo contre La Rocque est alors relayée par des leaders d’extrême droite aussi déterminés que Philippe Henriot, le général Duseigneur et Xavier Vallat (lequel invita La Rocque à se suicider), tous sympathisants de la Cagoule. Comme le précise l’historien François Monnet : « Au terme de cet épisode judiciaire et politique, il apparaît que la parole de La Rocque l’emporte sur le serment de Tardieu : le chef des Croix de Feu n’a pas émargé aux fonds secrets »,.

### Organisation
Dirigé par un président, le colonel François de La Rocque, secondé par un comité exécutif, une Commission administrative permanente (CAP) et un bureau politique dirigé par Edmond Barrachin, le PSF couvre le territoire français de sections locales, regroupées en fédérations départementales et régionales.

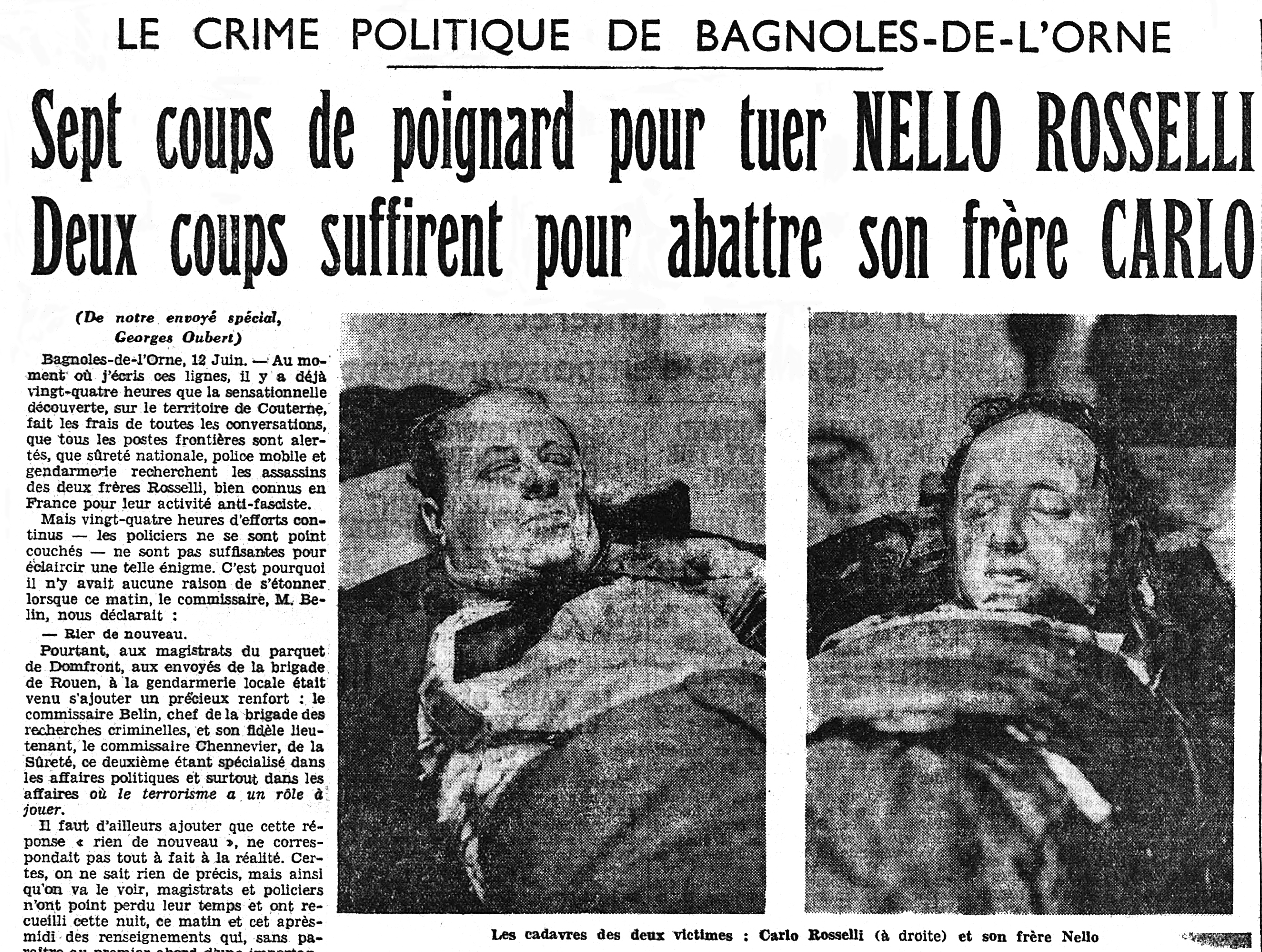
Une du Petit Journal annonçant l'assassinat des frères Carlo et Nello Rosselli, exilés antifascistes italiens, le 12 juin 1937.

Le PSF dispose de deux principaux organes de presse :
- le journal interne : Le Flambeau.
- le quotidien parisien grand public Le Petit Journal, acquis en juillet 1937, racheté à Raymond Patenôtre et à ses associés. Cet organe qui tire à près de 200 000 exemplaires, devient un outil de propagande pour le parti[13],[14]. Une souscription de 140 000 actions de 100 francs est placée en quelques mois. La Rocque est le directeur du journal. Le premier numéro du quotidien désormais publié par le PSF parait le 14 juillet 1937, avec une équipe rédactionnelle composée de Jacques de Lacretelle, André Maurois, Georges Duhamel, Roger Vercel et Daniel-Rops.
- Plusieurs périodiques régionaux, d'importance inégale. 17 périodiques sont diffusés en province.

À la Chambre des députés, à partir de décembre 1936, le parti se dote d'un groupe parlementaire qui va rallier un maximum de 11 députés (1939) et qui succède à un éphémère intergroupe réunissant des parlementaires conservateurs sympathisants du mouvement.
Le PSF se dote aussi de sections féminines et d'action sociale, qui s'occupent principalement des œuvres sociales du parti.

#### Action sociale
Comme tous les partis de masse des années 1930 (en France, comme la SFIO ou le Parti communiste) et dans la logique de son nom, de son idéologie inspirée en partie par le christianisme social, et de son mot d'ordre, « social d'abord », le PSF disposait d'une multitude d'organisations à but social : soupes populaires, éducation populaire, aéro-clubs Jean Mermoz (1937), colonies de vacances, Sociétés de préparation et d'éducation sportives (SPES), Propagande ouvrière et commerciale (POC), Centres universitaires pour les étudiants, etc. Les activités sociales du PSF lui permettent d'agir dans la société, d'attirer des catégories sociales populaires, dans le contexte d'une compétition avec les partis de gauche, et de mobiliser les énergies militantes, dans le cadre d'un parti qui se présente comme une grande famille mêlant hommes, femmes et enfants.
On peut citer parmi les œuvres sociales :
- Travail et Loisirs (1936), animée notamment par Antoinette de Préval, présidée par le docteur Thierry de Martel, démissionnaire en juillet 1937, puis par la mère de Jean Mermoz. L'association a une vocation à la fois sociale et artistique[17]. Elle crée des écoles de rythmique fondées par Lisette Roux et Gisèle Biehler. Elles accueillent 60 000 élèves de 1934 à 1944. Elles reçoivent une médaille d'or de l'Exposition internationale de 1937 de Paris. Le spectacle de la « Libération des cathédrales françaises enchaînées », donné en octobre 1942 à Royat devant un public d'officiels, fit immédiatement l'objet d'un télégramme allemand destiné à prévenir Himmler[18].
- Les Artisans du devoir patriotique (ADP) qui organisaient les actions sociales du PSF, parfois en liaison avec le Secours national (Voir documents originaux aux Archives des « Amis de La Rocque » (notes, circulaires, Petit journal…) durant la Seconde Guerre mondiale. Les vestiaires des ADP-Secours national servaient à orienter les réfractaires au STO vers le Maquis. Pendant la guerre, « L’ampleur de l'assistance bénévole dans les dispensaires, les centres sociaux, les œuvres d’aide à l'enfance, les secours aux réfugiés, fut équivalente à celle du Secours national, dépendant des pouvoirs publics. Supprimée au lendemain de la guerre, elle contribua, avec d’autres œuvres, à lancer le mouvement de solidarité avec les déshérités. »[19].

Le PSF est lié aux Syndicats professionnels français (SPF).

### Pendant la Seconde Guerre mondiale
La défaite de 1940 ne laissa pas le temps au PSF, premier parti de France, de concrétiser sa force militante en résultats électoraux. Rebaptisé Progrès social français lorsque l'activité des partis politiques fut suspendue, il survécut à travers son réseau d'œuvres sociales et civiques (les ADP) et les liens personnels entre membres.
Si la devise du PSF Travail, Famille, Patrie fut reprise par Vichy, le parti ne soutint pas le Régime de Vichy en raison de son caractère antisémite et défaitiste.
Vichy ne cessa de tenter de récupérer les nombreux militants du PSF en offrant notamment quelques places à ses dirigeants (François de La Rocque au symbolique et inefficace Conseil national, Charles Vallin dans divers comités, Jean Borotra comme commissaire général à l’Éducation générale et aux Sports, etc.). Malgré tout, La Rocque refusa toujours tout ralliement du PSF au régime de Vichy et notamment toute fusion avec la Légion française des combattants. Comme dans tout parti politique (des trotskistes jusqu'à la Cagoule), on retrouva des membres du PSF de la résistance jusqu'à la collaboration.

#### Position officielle: un pétainisme réticent
L’attitude globale du PSF, complexe à saisir maintenant, était la suivante :
- loyauté personnelle vis-à-vis du maréchal Pétain.
- approbation critique de la Révolution nationale (RN). Jean Ybarnégaray fut ainsi ministre au début de Vichy (il était déjà ministre depuis le 10 mai 1940 dans le gouvernement Paul Reynaud).
- refus de l'antisémitisme (les rapports de police allemands, tout comme les antisémites tels Louis-Ferdinand Céline, dans l'École des cadavres, ne cessèrent de dénoncer des amitiés et influences juives au sein du PSF).
- refus de la Collaboration, un peu dans la ligne Weygand : l’armistice du 22 juin 1940 doit servir à fortifier la France, d’où des actions de résistance clandestine parallèlement à un soutien critique à Vichy. François de La Rocque interdit toute adhésion de membres du PSF au Service d'ordre légionnaire (SOL), à la Milice ou à la Légion des volontaires français contre le bolchevisme (LVF).
- refus de suivre le général de Gaulle dans une attitude de « dissidence ».

L’attitude officielle de François de La Rocque risquait cependant de mener à une impasse pour les militants PSF (et elle le fut pour beaucoup qui soutinrent Vichy jusqu’au bout) si des initiatives n’avaient été secrètement prises.
L’historien Jean Lacouture note : « Opposé à la capitulation précipitée de juin 1940, au renversement de la République, au parti unique, à la collaboration et aux lois antijuives, François de La Rocque n'avait cessé d'être en butte aux rejets et vexations de la camarilla de Philippe Pétain - faite de maurassiens tels Raphaël Alibert, d’anglophobes comme l’amiral Platon, d’antisémites du type Xavier Vallat. Une apparente réconciliation entre le maréchal et François de La Rocque (…) avait si mal tourné que François de La Rocque avait fondé le réseau de résistance Klan, avant d'être déporté en Allemagne en 1943 ».
François de La Rocque aurait eu, un temps, un vague poste de chargé de mission auprès de Pétain. Selon Jacques Nobécourt, « À Vichy, il fit porter au maréchal Pétain des notes contenant des informations qu’il tenait pour occultées par l'entourage. En retour et sans exception, il ne recueillit aucune réponse ».
Si dès les débuts de l'État français, François de La Rocque espère bien jouer un rôle de premier plan à Vichy, il ne se départ point d'une certaine ambiguïté politique puisqu'il donne instruction en septembre 1940 à ses troupes de « se ranger avec la discipline qui s'impose derrière le Maréchal Pétain » tout en gardant une « réserve absolue envers les membres du gouvernement ». Le PSF est interdit en zone occupée, les Allemands lui reprochant de ne pas être assez pro-allemand ni antisémite. François de La Rocque s'oppose à la fusion du PSF et ses 350 000 adhérents avec la Légion française des combattants en août 1941. François de La Rocque se voit toutefois attribuer un modeste poste de chargé de mission dans le cabinet Pétain tandis qu'en 1943, Félix Olivier-Martin devient secrétaire général à la jeunesse et Paul Creyssel secrétaire général à la propagande. Fin 1941, le PSF, en tant que tel, n'existe plus sur la scène politique de la France de l'Occupation.

#### Couverture d'un réseau de résistance
François de La Rocque utilisa le PSF comme réseau de résistance chargé de la collecte de renseignements (le réseau Klan), branché sur l'Intelligence Service britannique.
En 1943, l'état-major du PSF fit l'objet d'une rafle de la part de la Gestapo, organisée par le capitaine SS Hugo Geissler, avec 152 arrestations. Une partie des chefs furent emprisonnés ou déportés : La Rocque en revient très malade et Noël Ottavi (vice-président) mourut en déportation.
Certaines structures du PSF jouèrent également un rôle dans une certaine forme de résistance : l'aide aux prisonniers évadés et aux juifs persécutés. C'est en particulier le cas du Foyer social français (FSF) de Genève du militant PSF Francis Gauthier (président de l'Amicale des PSF de Suisse). Des ADP (organisation civique du PSF) de Savoie (le docteur Hobeïka, de Saint Cergues, les pères Frontin, Favrot et Fabre) ont été « des passeurs très actifs des Israélites en danger » vers la Suisse. Selon le rapport de maître Querenet devant la Cour de justice, « durant toute l'Occupation, ce centre PSF-ADP cachait en vérité une œuvre d'assistance aux maquisards, aux israélites, aux prisonniers évadés ».

#### PSF résistants
Hormis le très secret réseau Klan (connu seulement de quelques chefs du PSF), de nombreux membres et responsables du PSF rejoignirent la Résistance :
- Le réseau de la résistance intérieure française Ceux de la Libération (CDLL) de Maurice Ripoche et André Mutter était en bonne partie composé de membres du PSF.
- Le réseau Défense de la France de Philippe Viannay aurait également été fondé par des membres de la mouvance PSF.
- Le réseau Combat d'Henri Frenay a aussi recruté des PSF à sa création.
- Des membres du PSF intégrèrent la résistance de droite (le général Audibert devint le chef de l'Armée Secrète dans l'Ouest de la France).
- D'autres servirent de caution de droite dans la résistance communiste (Jacques Bounin et Henri Choisnel furent membres des comités directeurs du Front national).
- Certains rejoignent la France libre tels Charles Vallin, Edmond Barrachin, le général Dupérier.

#### Glissement gaulliste d’une partie du PSF
Malgré la position de François de La Rocque (de manière générale, ni collaboration ni gaullisme), le PSF connaît un véritable glissement gaulliste pendant l'Occupation. Les rapports des préfets et des autorités allemandes en font état. Le grand résistant socialiste Pierre Brossolette, chargé de l'unification de la Résistance en 1942, en fait également état dans son rapport au général de Gaulle sur l'état de la France (mission Pedro en avril 1942) : « C'est la volonté générale de rajeunissement et de changement qui rapproche aujourd'hui des esprits hier très opposés. (Puis d'évoquer le rajeunissement du parti socialiste). Du côté d'un parti comme le PSF, l'évolution est peut-être moins nette ; elle a peut-être été un peu brouillée par le jeu de Vichy ; mais elle n'est pas moins certaine. J'ai assez parlé avec Charles Vallin depuis deux ans pour savoir que s'il est resté dans le cadre de son parti, c'est avec des idées et des dispositions entièrement renouvelées ; il en est de même pour les milliers de PSF qui le considèrent comme leur chef véritable et qui vont le manifester en rompant à sa suite avec Vichy ; il en était de même déjà de ceux des adhérents du PSF qui se sont mis en marge de l'organisation par « gaullisme ». Pierre Brossolette espère même à cette époque un accord entre les syndicats, les socialistes et le PSF sous l'égide gaulliste (citant quatre personnalités : André Philip, Pierre Brossolette, Charles Vallin, Louis Vallon), préfigurant de manière étonnante ce que sera plus tard le gaullisme de gauche.

#### Relations avec leConseil national de la Résistance
Selon l'historienne Claire Andrieu, « Ce qu'on n'a pas au CNR mais il en avait été question c'était ce qui s'était appelé le progrès social français sous Vichy et le PSF avant la guerre dirigé par le colonel François de La Rocque, là le refus de cette forme d’extrême droite au sein du CNR avait été décidé à Londres. » [Paragraphe très peu clair. Est-ce la transcription de propos tenus oralement ?]

### Héritage après la Libération

#### Continuation officielle
À la Libération, François de La Rocque tenta, sans grand succès, de reconstituer le PSF sous le nom de Parti républicain et social de la réconciliation française (PRSRF ou RF). Il est créé par les derniers PSF fidèles à François de La Rocque : André Portier, Jean Brumeaux, Pierre de Léotard, Jean de Mierry. Le PRSRF participa au Rassemblement des gauches républicaines avant de disparaître définitivement. On retrouve ses membres dans la mouvance des indépendants (Centre national des indépendants et paysans, etc.).

#### Héritage idéologique
Le véritable héritage du PSF en termes d'idée se retrouve cependant dans la droite populaire et sociale de la IVe république, c'est-à-dire le MRP (pour son côté catholique social) et plus clairement dans le gaullisme du RPF (pour la recherche d'un régime fort et stable, mais démocratique, ainsi que d'une troisième voie sociale).
Jacques Nobécourt décrit les différentes options ouvertes. François de La Rocque «recommandait à ses amis de constituer un tiers parti « franchement républicain, très hardi d'un point de vue social » et d'adhérer au Rassemblement des gauches républicaines. Pour les uns cette « orientation à gauche » mena au Mouvement républicain populaire, pour les autres à l'Union démocratique et socialiste de la Résistance, groupuscule radical, auquel appartint François Mitterrand.
En 1958, la tentation du gaullisme de gouvernement conquit les élus qui pensèrent que les anticipations de François de La Rocque se vérifiaient. L'essentiel du message fut ainsi transfusé après la guerre, jusque dans la constitution de la Ve République, sans que fut prononcé le nom de celui qui l'avait porté.
L'historien Jean Lacouture écrit ainsi que François de La Rocque « annonça aussi le second gaullisme, exprimé soit au sein du RPF de 1947, soit par le projet de « participation » (l'« association capital-travail ») formulé dès 1938 dans son livre Service public, projet que de Gaulle reprit et encouragea jusqu'à sa retraite ».

## Positionnement idéologique

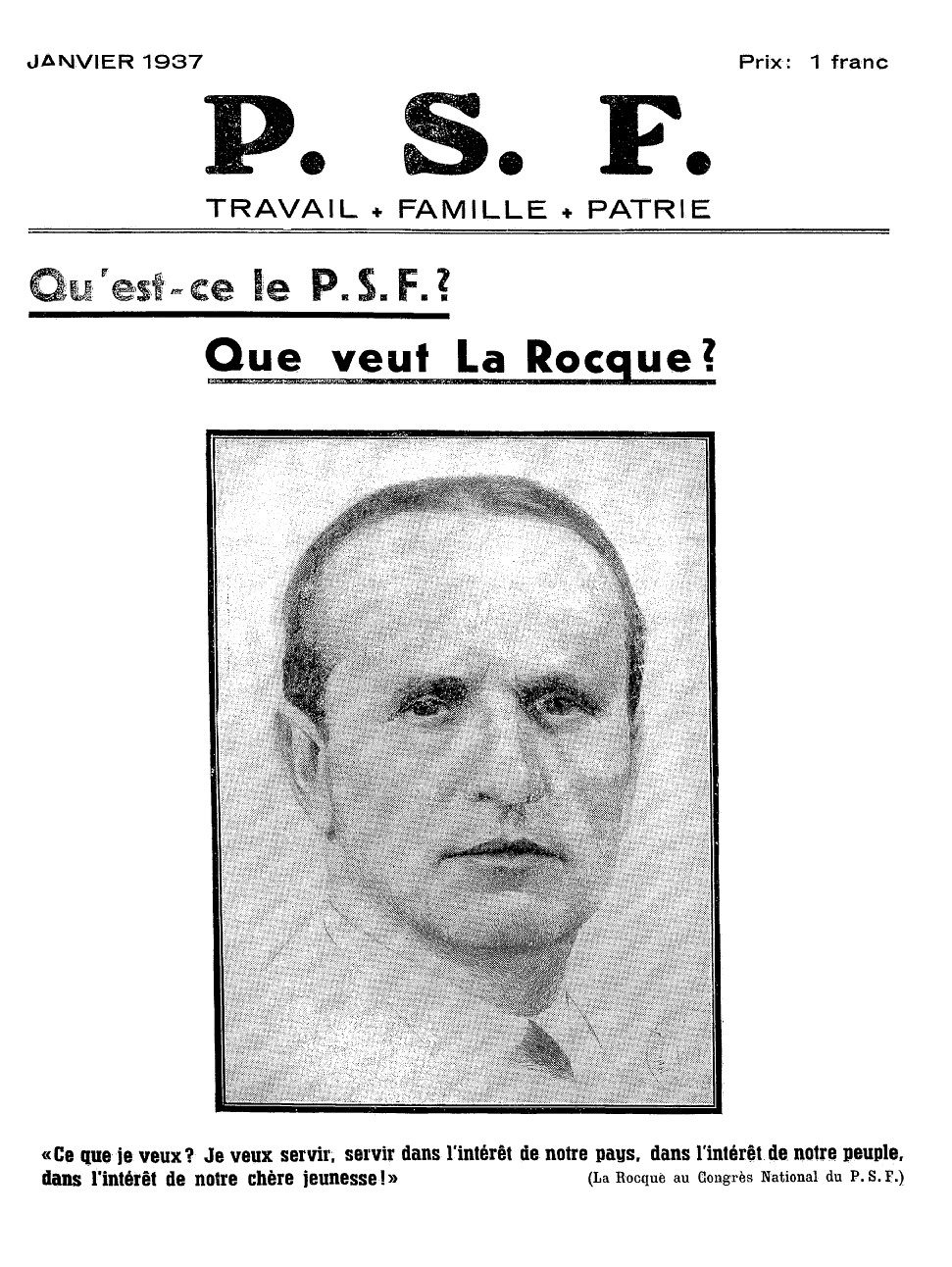
« Travail, famille, patrie », devise qui sera reprise peu après par le régime de Vichy. Brochure du PSF, 1937.

Si le positionnement politique et l'idéologie du PSF font débat au sein de la communauté des historiens, il est incontestable que la formation du colonel et le succès qu'elle rencontre heurtent les autres formations de la droite républicaine et parlementaire ainsi que celles d'extrême droite. Dans le contexte de l'entre-deux-guerres, il s'opère d'intenses mutations dans le champ politique notamment en ce qui concerne les droites. Les partis de la droite traditionnelle (Fédération républicaine et Alliance démocratique) sont déstabilisés face à l'apparition de nouvelles droites. La singularité du PSF questionne tant la doctrine que le positionnement sur l'échiquier politique de ce parti que les reclassements idéologiques, qui s'opèrent au sein des droites.
Selon certains historiens, le PSF, en acceptant le cadre parlementaire, en refusant d'intégrer le Front de la liberté (union des nationaux anticommunistes proposée par Jacques Doriot en 1937), incarnerait une position modérée. Pour d'autres, si le PSF fut combattu tant par la Fédération républicaine que par le Parti populaire français ou Parti républicain national et social de Pierre Taittinger (anciennement Jeunesses patriotes), cela traduit d'abord la volonté de freiner son ascension plutôt qu'un indice du caractère idéologique du PSF. Selon ces historiens, le PSF s'est bâti en réaction aux partis traditionnels de la droite représentant les intérêts bourgeois, il défend l'ordre établi (notamment par sa logique parlementaire) et prône le dépassement du clivage droite-gauche, des idéologies du libéralisme et du marxisme, par la fusion des classes sociales par des moyens autoritaires. En ce sens, le PSF ne serait pas une formation qui opérerait un glissement au centre-droit.

### Programme
L'idéologie du PSF peut être résumée par les éléments suivants, notamment tirés du livre Service Public (1934) de François de La Rocque :
- Politique : un régime fort de type présidentiel, non plus parlementaire. Dans son livre Service public, La Rocque préconise un régime respectueux de la Constitution, mais rationalisé dans son fonctionnement parlementaire, la « participation et l'association du capital et du travail » et le vote des femmes. Le PSF préconise une réforme de l’État qui aboutirait à un renforcement du pouvoir exécutif, la rationalisation du travail parlementaire, la représentation professionnelle dans les institutions, mais aussi le vote des femmes et le suffrage familial. Il ne s'agit pas de changer la constitution républicaine mais de la modifier. Certaines propositions comme le renforcement du pouvoir du gouvernement et la représentation des professions s'éloignent de la tradition républicaine[31]. Le droit de vote des femmes et le vote familial sont de vieilles revendications de la droite catholique[32].
- Économie : la « profession organisée », une sorte de corporatisme souple organisant, par branche d'activité, les relations entre entreprises et entre entrepreneurs et salariés.
- Social : la « participation-association du capital et du travail » et la collaboration des classes sociales réconciliées. Le PSF était lié au troisième grand syndicat français, la Confédération des syndicats professionnels français (CSPF). Le slogan de François de La Rocque, « Social d'abord », qui s'opposait au « politique d'abord » de Maurras, n'était pas un vain mot. Le PSF possédait en effet nombre d'œuvres sociales. Certains historiens ont ainsi pu ironiser en disant que « La Rocque joue aux dames patronnesses ». Pour sa part, Pierre Milza estime que le PSF faisait du « christianisme social patriotique »[33].
- International. En 1934, dans son livre Service Public, François de La Rocque écrit que « Les États-Unis d'Europe ne sauraient être que l'élargissement d'une entente économique préliminaire. Celle-ci constituera tout à la fois la pierre de touche et le premier stade constructif de la grande entreprise séculaire »[34]. Cela anticipe la création de l'Union européenne à partir de la Communauté européenne et antérieurement de la Communauté européenne du charbon et de l'acier. En 1939 et 1940, François de La Rocque envisage, « après la défaite et l'effondrement d'Hitler », « une sorte de fédération des États ressortissants à une même civilisation dominée par de grands intérêts communs »[35].

### Rapprochement avec le Parti radical
À la fin des années 1930, Parti radical et PSF se rapprochent. Vers 1937, Henri Guernut (ancien secrétaire général de la Ligue des droits de l'homme) demande justice pour le PSF. De son côté, le PSF vote l’investiture d’Édouard Daladier le 12 avril 1938, qu’il soutient peu ou prou jusqu’à la fin.
Pierre de Léotard, cadre du PSF et futur député, évoque ses contacts confidentiels avec les radicaux hostiles aux communistes et parle ainsi « des activités conjointes PSF-radicaux ». De son côté, Le Populaire, journal de la SFIO, écrit aussi que « le bloc PSF-Radicaux devient une réalité courante de la vie politique », ce que les observateurs jugent cependant exagéré.

### Refus du fascisme et de l’antisémitisme
Désireux de maintenir l'unité de la France, La Rocque persiste dans son rejet de l'antisémitisme : « Le colonel de La Rocque s’affirme sans ambages comme un adversaire de l’antisémitisme et il parvient, pour l’essentiel, à aligner son parti sur ses positions, à l’exception toutefois des sections d’Algérie et d'Alsace-Lorraine… »,. Selon l'historien Sean Kennedy, relayé par les historiens Brian Jenkins et Chris Millington, le PSF était cependant « plus explicite dans son antisémitisme et dans sa xénophobie que ne l'avaient été les Croix-de-Feu ».
La volonté de rassemblement du peuple français, sur le modèle de la fraternité des tranchées qui avait mis côte à côte catholiques, juifs et athées, ouvriers et bourgeois, aurait évité à François de La Rocque et au PSF de tomber dans l'antisémitisme. Il doit, en particulier, procéder à des expulsions dans les sections PSF d'Algérie et d'Alsace, tentées par l'antisémitisme. L'historien Jean Lacouture écrit ainsi : « Réprouvant toute forme d'antisémitisme, le PSF organisera des hommages aux anciens combattants juifs patronnés par les rabbins Weil et Kaplan et le Consistoire de Paris ».
Ainsi, « des exclusions suivirent, et la ligne antisémite fut maintenue vaille que vaille : dans le cas de la fédération de la Moselle, on estima que l’opposition de La Rocque aux antisémites aurait fait perdre environ 1 500 membres ». La Rocque est confronté en même temps à une radicalisation croissante à l'égard des Juifs, difficile à juguler. 
En 1938, il déclare en Moselle : « Je ne suis pas parmi vous pour vous plaire, je ne suis pas venu pour obtenir des applaudissements. (…) Je sais parfaitement, qu'ici comme dans tout le reste du territoire, on déclenche depuis quelque temps une vague d'antisémitisme. (…). Quant aux agents vecteurs (de cette campagne), je vais vous dire sur leur compte toute ma pensée. Volontairement ou involontairement, ils font chez nous, particulièrement en Lorraine et en Alsace, le travail de la propagande hitlérienne ». En 1937, à Metz, il avait déjà mis en garde ses auditeurs contre une vague antisémite au nom de la civilisation chrétienne.
S'ils récusent tout racisme biologique, les dirigeants du PSF ne sont pas exempts de xénophobie à l'égard des Juifs étrangers réfugiés en France. Ils distinguent aussi les Juifs français depuis plusieurs générations, assimilés — surtout si ces derniers sont des anciens combattants — des Juifs récemment naturalisés, et demandent une révision des naturalisations. Le PSF dénigre en outre les Juifs de gauche, jusqu'à accuser Léon Blum et les autres Juifs qui l'entourent d'être en partie responsables de la vague d'antisémitisme qui touche la France dans la seconde moitié des années 1930. Enfin, le PSF distingue le cas des Juifs de France métropolitaine de ceux de l'Afrique du Nord, jugés mal assimilés, mauvais patriotes et liés aux « éléments subversifs ». 
Après la défaite et ma mise en place du régime de Vichy, La Rocque s'oppose avant même sa publication au loi portant statut des Juifs d'octobre 1940 (adopté le 3 octobre, il est mis en attente et n'est promulgué que le 17). En témoigne un article du Parti populaire français qui accuse La Rocque d'être « le défenseur le plus actif des Juifs » et s'indigne que le chef du PSF refuse « qu'on touche aux Juifs naturalisés français ». En témoigne surtout l'éditorial de La Rocque publié dans Le Petit Journal du 5 octobre et d'autres textes. La Rocque refuse publiquement les « sanctions préventives » et son texte, qui doit tenir compte de la censure, refuse qu'aucune mesure d'exception ne concerne les Juifs assimilés et patriotes de la France métropolitaine. Seule la révision des « naturalisations hâtives et injustifiées » est « équitable » en ce qui concerne les autres Juifs. Pour autant, le PSF se félicite de l'abrogation du décret Crémieux, qui frappe les Juifs d'Algérie, une « décision courageuse et longtemps souhaitée » selon La Rocque,. 
De même, le Parti social français est très hostile au nazisme. Le colonel de La Rocque note la similitude entre Hitler et Staline pour le caractère totalitaire de leur régime, ce qu'il considère comme étant monstrueux ; il voit le nazisme comme un culte païen. Néanmoins, en 1938 le PSF approuve les accords de Munich.
Concernant l'accusation de fascisme portée par les partis de gauche contre le PSF, Edmond Barrachin, directeur du bureau politique, y répond en 1937 à l'occasion du congrès du parti, au moment où La Rocque est attaqué par l'extrême droite : « Nous n'avons cessé d'affirmer notre foi républicaine, notre fidélité au régime, notre désir de sauvegarder les traditions de la révolution. Le colonel de La Rocque, s'est à maintes reprises, prononcé avec vigueur contre toute idée de pouvoir personnel. Il a donné les preuves de son respect de la loi […]. Nous n'admettons plus de quiconque des leçons de républicanisme au moment où notre chef reçoit les coups les plus rudes de ceux qui, aujourd'hui déçus, voulaient se servir de lui pour abattre la République. Il doit être dit […] que seul dans ce pays La Rocque avait la possibilité de déclencher la guerre civile et ce que c'est parce qu'il ne l'a pas voulu que les embusqués de 1914 [allusion notamment aux dirigeants de l'Action française] l'accusent d'avoir mis son parti sur une voie de garage. […] La Rocque et le PSF ont été un frein au fascisme naissant ; il n'y a pas eu, grâce à La Rocque, la vague inutile et dégradante d'antisémitisme ».
Le PSF présente de nombreuses caractéristiques communes au PPF de Jacques Doriot, tant en matière d'idéologie que d'organisation. Le passage de militants et de cadres d'un parti à l'autre est courant. Ainsi, dans les Alpes-Maritimes, la section PSF de Vence passe en bloc au PPF. En Algérie, plusieurs centaines de militants rejoignent aussi le parti de Doriot. D'anciens Volontaires nationaux du temps des Croix de Feu (Bertrand de Maud'huy, Claude Popelin, Robert Loustau, Pierre Pucheu), ayant rompu avec La Rocque en 1935, ont rejoint le PPF.
Selon René Rémond, dans sa préface de l'ouvrage d'Augustin Ibazizen, qui restera « fidèle à la mémoire du colonel de La Rocque par delà la mort », ce dernier, « à son tour, après d'autres, oblige à réviser la légende noire qui a trop longtemps travesti l'image des Croix de feu et du PSF : il atteste l'absence de racisme, l'ouverture sociale et la fraternité entre les deux communautés [française et arabo-berbère] ».

## Débats historiques
Même si la grande majorité des historiens s'est ralliée à une vision modérée du PSF, des débats demeurent quant à son attachement à la République.

### Place dans l'histoire politique française
Le PSF est un grand méconnu de la politique française, son envolée électorale étant brisée par la défaite de 1940. Il sera cependant une étape essentielle entre les partis de droite de la IIIe République (partis de cadres et de notables souvent formés à partir de leurs groupes parlementaires) et ceux d'après 1945 (partis de masse, populaires, disposant de militants).

### Confusion avec le fascisme
L'antécédent Croix-de-Feu laisse peser le soupçon sur le PSF, longtemps qualifié par ses adversaires de « fasciste ». Cependant, des Croix de feu au PSF, l'histoire du mouvement politique de François de La Rocque est celui d'un glissement progressif de l'extrême droite vers une droite dure républicaine, à l'inverse du mouvement du Parti populaire français (PPF, fasciste). D'ailleurs, l'extrême droite (Action française et PPF notamment) s'est toujours opposée au PSF. Pour sa part, le PSF a refusé de participer au « Front de la liberté » créé en 1937 par le PPF.

### Un antidote au fascisme?
C'est ce que considèrent certains historiens qui estiment que l'énorme succès du PSF de François de La Rocque, qui fut toujours attaché à la légalité (notamment pour faire échouer le putsch du 6 février 1934), évita aux classes moyennes françaises de tomber dans le fascisme, au profit du projet d'une république présidentielle, qui anticipe plutôt le gaullisme.
Le premier historien à avoir lancé ce thème est René Rémond qui écrit en 1952 : « Loin d'avoir représenté une forme française du fascisme devant le Front populaire, François de La Rocque contribua à préserver la France du fascisme ».
Jacques Nobécourt, biographe de La Rocque, affirme aussi : « La Rocque évita à la France l'aventure du totalitarisme avant guerre. Et, pendant les années de Vichy, il fut la figure même du pétainiste-résistant ».
Ainsi, pour Jean Lacouture, « On le répétera jusqu'à satiété s'il le faut : le mouvement de François de La Rocque n'est ni fasciste, ni extrémiste. Il a montré à quel point il réprouvait l'activisme en faisant échouer par son immobilisme le coup de force déclenché par l'extrême droite contre le palais Bourbon, le 6 février 1934. Et, trois ans plus tard, en sabotant par son abstention la création du Front de la liberté, machine de guerre montée contre le Front populaire par Jacques Doriot, authentique fasciste, lui ».
Pierre Milza affirme : « La Rocque et ses amis chassent sur les terres du parti radical et s'efforcent, en affichant un anticommunisme de choc et un anticapitalisme moins timide qu'il ne l'avait été jusqu'alors dans le milieu Croix-de-Feu, d'attirer à lui les déçus du Front populaire. Ce combat sur deux fronts a valu à La Rocque d'être considéré par la gauche comme le fasciste numéro un — ce que certes il ne méritait pas mais a été le point de départ d'une légende tenace —, de dresser contre lui la droite conservatrice et modérée, qu'il avait bien servie mais qu'inquiétaient désormais ses ambitions électorales, enfin de faire figure aux yeux des véritables ennemis du régime, fascistes et monarchistes, de renégat et de sauveur du parlementarisme honni. Cela n'empêchera pas le Parti social français (PSF), assagi et rallié au principe démocratique des élections, de devenir au cours des deux années qui précèdent le déclenchement de la guerre — avec un effectif qui doit tourner autour du million d'adhérents et son réseau serré de sections et de fédérations — la première grande formation moderne de la droite française ».
D'autres historiens et politologues, français et étrangers, minoritaires, tel le politologue Michel Dobry considèrent cependant que les Croix-de-Feu et le PSF portaient une potentialité de fascisme, mais qui ne s'est jamais exprimée. L'historien américain Robert Soucy considère que les Croix-de-Feu étaient comparables aux squadristes de Mussolini et aux SA d'Hitler. 
Sa thèse est néanmoins fortement critiquée par l'historien Michel Winock, qui rappelle que le PSF était la cible des fascistes français, en particulier ceux proches de Jacques Doriot qui lui reprochaient de ne pas être antijuif et de défendre la République. Michel Winock conclut ainsi que malgré l'autoritarisme du parti, il restait un mouvement de droite catholique républicain, en témoigne sa reconnaissance de la légitimité historique de la Révolution française.

## Personnalités
Cette liste ne comprend pas les Croix-de-Feu qui n'ont pas adhéré au PSF, par refus, en général, de la ligne modérée suivie par François de La Rocque.

### Dirigeants centraux
Membres du comité exécutif :
- François de La Rocque, président du PSF, résistant (réseau Klan), arrêté par la Gestapo en 1943 et déporté en Allemagne.
- Jean Mermoz, vice-président du PSF, grand aviateur mort en vol en 1936.
- Noël Ottavi, vice-président du PSF, arrêté par la Gestapo en 1943, mort en déportation à Neuengamme en 1945.
- Edmond Barrachin, ancien député battu en 1936, rejoint les Forces françaises libres, ministre en 1953-1954 et parlementaire sous la IVe République et la Ve République.
- Charles Vallin, directeur de la propagande, élu député en 1938
- Jean Ybarnégaray
- Georges Riché, trésorier général du PSF.
- Joseph (dit Jos) Levet, responsable de l'Île-de-France et la Normandie (les deux plus importantes délégations)[59]

Commission administrative permanente,: François de La Rocque, Noël Ottavi, Edmond Barrachin, Charles Vallin, Levet, Gaston Rouillon, responsable de la province, Philippe Verdier (secrétaire général), Varin.
Bureau politique : Edmond Barrachin, Pierre de Léotard, Hubert Borel, Jean de Nadaillac (ancien député de la Nièvre), Denys Cochin.
De nouveaux membres intègrent le comité exécutif du PSF en décembre 1938 : Antoinette de Préval (elle intègre la CAP en 1942), Me Andriot, André Bachy, Pierre de Charrant, Romain Hénissart, Pierre Lépine, médecin et biologiste français, de l'Académie des sciences, Robert Moreau, Jean de Nadaillac.

### Parlementaires
47 députés anciens membres des Croix de Feu ou des Volontaires nationaux se déclarent sympathisants du PSF en décembre 1936 mais seuls huit députés rejoignent le groupe parlementaire du PSF lors de sa fondation, :
Huit députés élus (ou réélus) en 1936 :
- Jean Ybarnégaray, ancien Croix de Feu, président du groupe parlementaire du PSF, ministre de Daladier resté sous Pétain jusqu'en septembre 1940, arrêté par la Gestapo pour avoir aidé la résistance, déporté en Allemagne, relevé de sa condamnation à la Libération pour faits de résistance.
- François de Polignac. Député du Maine-et-Loire depuis 1928. « Dès juillet 1940, le premier des parlementaires frappés par l’occupant, François de Polignac, apparenté PSF, fut condamné à 5 ans de prison »[66].
- Paul Creyssel. Venu des radicaux. Député de la Loire en 1932, réélu en 1936 comme indépendant de gauche, secrétaire général à la propagande du régime de Vichy en 1943, démissionne en janvier 1944[67].
- Stanislas Devaud. Élu en 1936 député en Algérie, membre des Croix de Feu. « Professeur de Pasteur de grand rayonnement, invalide de guerre, ancien conseiller municipal et député de Constantine, le philosophe Stanislas Devaud, d’orientation spiritualiste, disciple d'Henri Bergson[68] ». Son épouse, Marcelle Devaud, juive et proche des Croix de Feu[69], est son assistante parlementaire. Elle sera plus tard sénatrice (1946-1958) puis députée (1958-1962) gaulliste (). « En 1940, le couple regagne la France, s’installe à Clermont-Ferrand, puis à Paris en 1943. Engagé dans la Résistance, il contribue, avec l’aide du Secours national, à soustraire aux recherches policières des évadés, des résistants, des israélites ou des réfractaires au STO. » ().
- François Fourcault de Pavant. Maire de Versailles, membre du comité directeur des Croix de Feu. Il « était tenu à l’œil par l’administration militaire allemande qui, en 1941, demandait son limogeage »[70].
- Eugène-Gaston Pébellier. Ingénieur et commerçant, maire du Puy (1935), issu de la Fédération républicaine. « Le 10 juillet 1940, il vota les pouvoirs du maréchal Pétain. Déclaré inéligible à la Libération (malgré sa participation à la Résistance), il ne peut pas être élu en 1951 ». Il sera de nouveau député en 1953 et 1956 ().
- Émile Peter. Secrétaire de mairie, conseiller général du canton de Sarrebourg (1925), député de la Moselle depuis 1928, ancien du Parti démocrate populaire, maire de Sarrebourg en 1935. Adhère aux Croix de feu en avril 1936, au lendemain de sa réélection au premier tour.
- Fernand Robbe. Ancien membre des Croix de Feu, radical indépendant en 1936. Il disparait de l’entourage de François de La Rocque en 1941[71] puis « aurait eu des contacts douteux sous l'occupation »[67].

Trois élus supplémentaires lors de partielles :
- Charles Vallin, député PSF (élu à Paris, automne 1938), rejoint les Forces françaises libres avec Pierre Brossolette.
- Jacques Bounin, ingénieur. Député PSF (élu à Nice, mars 1939), résistant, membre du comité directeur zone Sud du Front national, commissaire régional de la République en 1944. « Il fréquentera les progressistes puis les milieux gaullistes de gauche ». En 1971, il est réélu conseiller municipal de Nice[72].
- Marcel Deschaseaux. Député PSF (élu à Remiremont dans les Vosges en mai 1939), maire de Plombières-les-Bains (1924-1945), conseiller d'arrondissement puis conseiller général depuis 1937[73].

### Autres personnalités
- Le général Louis-Alexandre Audibert, responsable PSF de Clisson, résistant, chef de l'Armée secrète pour l'Ouest de la France (1943), déporté.
- Jean Borotra (1898-1994), grand joueur de tennis, responsable des sports sous Vichy jusqu'en 1942, il tente de gagner l'Afrique du Nord, mais est arrêté et déporté en Allemagne (1942-1945).
- Joseph Canteloube, compositeur, PSF[74] puis vichyste.
- Henri Choisnel, Croix de Feu, PSF, résistant (membre du comité directeur du Front national, député en 1944, RPF.
- Paul Collette, PSF, auteur de l'attentat du 27 août 1941 contre Pierre Laval et Marcel Déat.
- Le général Bernard Dupérier, pilote de François de La Rocque, officier des Forces aériennes françaises libres, compagnon de la Libération, député gaulliste.
- Claude Delvincourt, musicien, compositeur de l'hymne Croix-de-Feu[75], soustrait ses élèves du Conservatoire au STO.
- Jean Ebstein-Langevin (mort en 1998), Volontaire national, PSF mais aussi proche de l'Action française, l'un des organisateurs de la manifestation du 11 novembre 1940, médaille de la France Libre, fidèle de l'association des Amis de François de La Rocque[76].
- Roland Farjon, PSF, résistant OCM (responsable de la région Nord), arrêté puis évadé, devient maquisard. Mais suicidé en 1945 pour avoir été accusé d'avoir parlé aux Allemands pendant son arrestation.
- Édouard Frédéric-Dupont, député proche du PSF, adhère au groupe parlementaire du PSF en juillet 1940, député de droite (flirtant parfois avec l'extrême droite) sous les Quatrième et Cinquième Républiques.
- Augustin Ibazizen (1897-1980), fils d’instituteur kabyle, ancien combattant de la grande Guerre, avocat. Militant Croix de Feu et PSF (1932-1940) : chef de la section Croix de Feu de Grande Kabylie (700 militants, dont 250 Algériens musulmans) de 1934 à 1936 puis président de la commission des affaires indigènes au PSF[77],[78],[79]. Après guerre : conseiller général d’Alger (1949-1953), conseiller de l'Union française MRP (1953-1958), conseiller d’État (1953-1958)[80].
- Jean Legendre (1906-1994), journaliste (L'Écho de Paris, L'Époque), délégué à la propagande du CPRN en 1930-1939, délégué départemental du PSF en 1936, résistant en Seine-et-Oise, député de l'Oise (1945), maire de Compiègne (1947-1989 sauf en 1954-1957), président du conseil régional de Picardie (1973-1976)[81].
- Pierre Lemée, responsable PSF landais, résistant landais, puis responsable du RPF landais.
- Pierre de Léotard, député RGR sous la IVe République (1951-1958)[82]
- Yves Malécot (mort en 1998), membre du Centre universitaire PSF, puis « président de l'Organisation de résistance de l'Armée » (ORA), puis président de la Banque populaire et de la Caisse nationale des monuments historiques, fidèle des Amis de François de La Rocque[76].
- Henri Mallez, imprimeur, maire de Cambrai.
- André Mutter, avocat et journaliste, PSF, résistant chef de CDLL, CFTC, député de l'Aube, ministre en 1953, 1954 et 1958[83]
- Félix Olivier-Martin, responsable PSF de Poitiers, juriste, chef de l'École des cadres de La Chapelle-en-Serval (de style fasciste), secrétaire général de la jeunesse du régime de Vichy (1943, jusqu'en décembre 1943).
- Aimé Paquet (VN Croix-de-feu et PSF, membre du Parti paysan (1951), du CNIP, des RI, Député de l'Isère en 1951-1973, secrétaire d'État au tourisme (1973-1974), médiateur de la république (1974-1980)[84].
- Guy Petit (1905-1988). Avocat, volontaire national des Croix-de-Feu en 1934, puis délégué à la propagande du PSF en Pays basque, maire de Biarritz (1945-1971), député des Basses-Pyrénées (1946-1958), sénateur UREI des Pyrénées-Atlantiques (1959-1983), secrétaire d'État en 1952 et 1953, ministre du Commerce en 1953[85].
- Pierre Ruhlmann, PSF, résistant chef de CDLL
- Paul Touvier, militant Croix de Feu et probablement PSF, vichyste (LFC) et collaborateur (SOL, Milice).
- Xavier de Virieu, officier inspiré par Lyautey, passe à la Résistance en 1943 (responsable du secteur IV des F.F.I. de l'Isère).
- Pierre Forest, journaliste au Figaro et au Petit Journal, spécialiste des questions sociales ;
- Pierre de Léotard cite aussi comme anciens PSF membres de la Réconciliation française dans les années 1950[86] : Joseph Dixmier (1894-1980, président de la Fédération des gazés et invalides de guerre après 1918, député du Puy-de-Dôme en 1946-1962)[87], Roland Boscary-Monsservin (1904-1988, député indépendant de l'Aveyron en 1951-1971, ministre de l'Agriculture, sénateur en 1971), Jean Pupat (député de la Loire en 1951-1955), Michel Jacquet (1907-1975, député CNIP de la Loire de 1952 à 1975), Philippe Olmi (considéré comme Croix-de-Feu par les anciens PSF, député des Alpes Maritimes en 1946-1955, secrétaire d'État à l'agriculture dans le cabinet Mayer), Julien Brunhes (1900-1986, président de fédération du PSF, puis député PRL de la seconde assemblée constituante, puis conseiller de la République en 1946)[88], Denys Cochin

### Dirigeants régionaux

#### Dirigeants enLorraine[89]
- Edmond Labarre[90] (Nancy) 1936-1937.
- Raymond Andrès[91] (Metz) mars 1937 - 1939.

Adjoints de Raymond Andrès :
Georges Thouveny, Philippe-Jean Grange, directeur du bureau politique régional et directeur du bureau politique de la Fédération mosellane de 1936 à 1939, Jean-Marie Glatigny (ingénieur à Nancy), délégué régional des EVP, administrateur de la société ESLO, qui édite en 1937-1938 le périodique lorrain du PSF, L'Espoir lorrain, Paul Ducos de la Haille (agent d'usine à Metz, administrateur de la société ESLO), Cambrai, inspecteur régional du Petit Journal, Marius Aigrain, délégué régional adjoint en 1939.

##### Présidents de la Fédération départementale de Meurthe-et-Moselle
- Edmond Labarre 1936 - 1938.

Vice-présidents en 1936 : Raoul Nanty, ancien délégué régional des Croix-de-Feu, Maurice Gustave, Pierre Couillard, industriel à Nancy.
Secrétaire général : Paul Moench, industriel à Nancy, futur délégué départemental du RPF.
Vice-présidents en 1937-1938 :
Louis Messager, directeur du bureau politique, René Méligne
Secrétaire général : Gaston Vincent, industriel à Nancy, administrateur-délégué de la société ESLO.
Membres du comité fédéral : René Méligne, délégué à la propagande, Desarmoise, délégué aux EVP, Georges Dussaussois, directeur de L'Espoir lorrain, Jean d'Arbonneau (président de la circonscription de Nancy), le commandant Aubrion (président de la circonscription de Longwy), André Ferrand et Henri Lanrezac.
- René Méligne[97] septembre 1938 - 1939.

Vice-présidents : Louis Messager, Cambrai
Secrétaire général : René Klaine.
Autres cadres notables :
André César-Millery, président de la Société lorraine d'éditions qui édite à Nancy en 1939 le Flambeau de Lorraine, Raoul Levard, administrateur de la Société lorraine d'éditions, secrétaire général des Établissements Gouvy à Dieulouard.

##### Présidents de la Fédération départementale de la Moselle
- Raymond Andrès, 1936 - 1937.

Vice-présidents : Marius Aigrain, Albert Clapeau, Jean Murez, président de la section de Thionville.
Secrétaire général : Georges Thouveny.
- Marius Aigrain[103], mars 1937 - janvier 1939[104].
- Georges Thouveny, 1939-1940.

Vice-présidents : Alfed Dicop, comptable à Metz, commissaire aux comptes de la société ESLO, Vouriot.
Autres cadres et membres notoires : Georges Ditsch, futur maire MRP de Thionville, Paul Durand (rédacteur en chef de 1929 à 1960 du quotidien catholique messin Le Lorrain, Croix de feu revendiqué, fondateur des « Malgré-nous » de Metz, membre du Front lorrain, président de la fédération diocésaine des Amicales de l'enseignement catholique, élu en novembre 1938 conseiller municipal de Metz : rompt à cette occasion avec le PSF, adjoint au maire de Metz en 1945 et de 1953 à 1970).

##### Président de la Fédération de la Meuse
- Georges Bertrand[106], 1936 - 1939.

Vice-président : Fernand Barinet, président de la circonscription de Saint-Mihiel.
Trésorier et délégué à la propagande : Pierre d'Herbécourt, Michel Ober, délégué aux EVP, ancien membre du comité de la section des VN de Bar-le-Duc, de la famille des Ets Paul Ober, petits industriels.

##### Président de la Fédération départementale des Vosges
- (Commandant) Roger Deyber[108] 1936-1939.

Adjoints : Me Jean Perrout, délégué à la propagande, Robert Theisen, directeur du bureau politique, Urban, délégué aux EVP, Croix de feu, et Fiquet.

##### Élus locaux en Lorraine
Ont été Croix de feu puis PSF des élus et notables comme Jean Bouloumié, maire et conseiller général de Vittel.

#### Sources primaires
- François de La Rocque, Pourquoi je suis républicain, carnets de captivité, introduction par Serge Berstein, Paris, Le Seuil, 2014.
- François de La Rocque, Service public, Paris, Grasset, 1934.
- François de La Rocque, Disciplines D'Action, Éditions Du Petit Journal, 1941.
- François de La Rocque, Au service de l'avenir, réflexions en montagne, Société d'édition et d'abonnement, 1949.

#### Études générales
- François Audigier, « Des "dispos" des croix de feu aux équipes de propagande du PSF, le service d'ordre du colonel de La Rocque dans les années 1930 », dans François Audigier (dir.), Histoire des services d'ordre en France du XIXe siècle à nos jours, Paris, Riveneuve éditions, coll. « Violences et radicalités militantes », 2017, 263 p. (ISBN 978-2-36013-433-5), p. 51-78.
- Serge Berstein (dir.) et Jean-Paul Thomas (dir.) (préf. Jean-Noël Jeanneney), Le PSF : un parti de masse à droite, Paris, CNRS Éditions, 2016, 352 p. (ISBN 978-2-271-08830-7, présentation en ligne).
- Jacques Nobécourt, Le colonel de La Rocque (1885-1946) ou Les pièges du nationalisme chrétien, Paris, Fayard, coll. « Pour une histoire du XXe siècle », 1996, 1194 p. (ISBN 2-213-59687-5, présentation en ligne), [présentation en ligne].
- (en) Sean Kennedy, Reconciling France against Democracy. The Croix-de-Feu and the Parti social français, 1927-1945, Montréal, McGill-Queens University Press, 2006
- Laura Lee Downs, « « Nous plantions les trois couleurs ». Action sociale féminine et recomposition des politiques de la droite française : Le mouvement Croix-de-Feu et le Parti social français, 1934-1947 », Revue d’histoire moderne et contemporaine, 2011, vol. 58‑3, no 3, p. 118.
- Jean-Paul Thomas, Le Parti social français (PSF), obstacle à la radicalisation des droites. Contribution historique à une réflexion sur les droites, la radicalité et les cultures politiques françaises In : À droite de la droite : Droites radicales en France et en Grande-Bretagne au xxe siècle [en ligne]. Villeneuve-d'Ascq, Presses universitaires du Septentrion, 2012
- Berstein S., J.-P. Thomas, et J.N. Jeanneney (dir.), Le PSF: un parti de masse à droite: 1936-1940, Paris, CNRS Éditions, 2016, 348 p.
- Jean-Paul Thomas, Croix de feu et PSF : les variations de Zeev Sternhell », dans Serge Berstein et Michel Winock, Fascisme français. La controverse (CNRS Éditions, 2014).
- Jean-Paul Thomas, Droite et rassemblement du PSF au RPF, 1936-1948. Hommes, réseaux, cultures : rupture et continuités d'une histoire politique. Thèse de doctorat d'Histoire, IEP de Paris, 2002, sous la direction de Serge Berstein.
- Jean-Paul Thomas, Le parti social français et le monde militaire In : Militaires en République, 1870-1962 : Les officiers, le pouvoir et la vie publique en France [en ligne]. Paris : Éditions de la Sorbonne, 1999
- Jean-Paul Thomas, « Le Parti social français (1936-1945) : une expérience de parti de masses et la préparation d'une relève », Annales de Bretagne et des pays de l'Ouest, t. 109, no 3,‎ juillet-décembre 2002, p. 109-120 (lire en ligne).
- Jean-Paul Thomas, « Les effectifs du parti social français », Vingtième Siècle : Revue d'histoire, Paris, Presses de Sciences Po (PFNSP), no 62,‎ avril-juin 1999, p. 61-83 (lire en ligne).
- Michel Winock, « Retour sur le fascisme français. La Rocque et les Croix-de-Feu », Vingtième Siècle : Revue d'histoire, Paris, Presses de Sciences Po (PFNSP), no 90,‎ avril-juin 2006, p. 3-27 (lire en ligne).
- Michel Winock, « En lisant Robert Soucy : sur La Rocque et les Croix-de-Feu », Vingtième Siècle : Revue d'histoire, Paris, Presses de Sciences Po (P.F.N.S.P.), no 95,‎ juillet-septembre 2007, p. 237-242 (lire en ligne).
- Zeev Sternhell (dir.), L'Histoire refoulée : La Rocque, les Croix de feu et le fascisme français, Éditions du Cerf, 2019, 384 p.

#### Études locales
- Bruno Le Roux, Le Mouvement Croix de Feu et le PSF dans le Finistère, maîtrise d'histoire, Université de Brest, 1996, 127 p.
- Martine Ferragu, Les Croix de Feu et le PSF en Indre-et-Loire 1934-1940, maîtrise d'histoire, Université de Tours, 1980, sous la direction d'Alain Corbin.
- Jean-François Colas, Les Droites nationales en Lorraine dans les années 1930 : acteurs, organisations, réseaux, thèse de doctorat d'histoire, université de Paris-X Nanterre, 2002, sous la direction de Gilles Le Béguec.
- Antoine Limare, Les Croix-de-Feu et le PSF dans l'agglomération rouennaise, Mémoire de maîtrise, Sorbonne Université, 2017, sous la direction d'Olivier Dard.
- Jean-Paul Thomas, « Le Parti social français dans le Nord (1936‑1945) », Revue du Nord, no 370,‎ avril-juin 2007, p. 341-360 (lire en ligne).
- Philippe Machefer, Autour du problème algérien en 1936-1938 : la doctrine algérienne du P.S.F. Le P.S.F. et le projet Blum-Viollette, Revue d'histoire moderne et contemporaine, Année 1963, 10-2, p. 147-156 lire en ligne.